# Lijst van wachtposten aan de spoorlijn Kesteren - Amersfoort
Dit is een onvolledige chronologische Lijst van wachtposten aan de Spoorlijn Kesteren - Amersfoort. Een wachtpost was een huisje waarin de baanwachter woonde. Hij of zij opende en sloot de overwegbomen wanneer er een trein passeerde.
Alle huisjes zijn rond 1886 naar een standaardontwerp door de Hollandsche IJzeren Spoorweg-Maatschappij gebouwd.
Na de sluiting van de lijn werden veel huisjes gesloopt omdat ze hun oude functie verloren. Een aantal is bewaard gebleven.
Wanneer er achter de straatnaam een kruisje staat, wil dat zeggen dat de overgang niet meer bestaat. Bij een aantal huisjes staat de straatnaam aangegeven, die in de buurt van de oude overweg ligt.
De nummering sluit in Kesteren aan op de al bestaande nummering van de Spoorlijn Elst - Dordrecht, en begint dus daarom bij nummer 21a.
| Wachtpost | Straat                                            | Plaats     | Bouwjaar | Sloopjaar                                             | Extra informatie                                                           | Coördinaten                   | Afbeelding |
| --------- | ------------------------------------------------- | ---------- | -------- | ----------------------------------------------------- | -------------------------------------------------------------------------- | ----------------------------- | ---------- |
| 21a       | Spoorstraat-Rijnbaandijk*                         | Kesteren   | 1886     | Onbekend                                              |                                                                            | 51° 55' 58" NB, 5° 34' 51" OL |            |
| 22        | Rijnbandijk*                                      | Kesteren   | 1886     | Onbekend                                              |                                                                            | 51° 56' 13" NB, 5° 34' 32" OL |            |
| 23        | Parallelweg Oost-Parallelweg West                 | Lienden    | 1886     | Onbekend                                              | Op enkele oude kaarten ten onrechte aangeduid als Wachtpost 22             | 51° 56' 55" NB, 5° 34' 30" OL |            |
| 26        | Achterbergsestraatweg                             | Rhenen     | 1886     | Onbekend                                              |                                                                            | 51° 57' 59" NB, 5° 34' 49" OL |            |
| 27        | Zuidelijke Meentsteeg                             | Rhenen     | 1886     | Nog aanwezig (Huidig adres: Zuidelijke Meentsteeg 4)  |                                                                            | 51° 58' 60" NB, 5° 34' 19" OL |            |
| 28        | Noordelijke Meentsteeg                            | Rhenen     | 1886     | Nog aanwezig (Huidig adres: Noordelijke Meentsteeg 4) |                                                                            | 51° 59' 29" NB, 5° 34' 2" OL  |            |
| 29        | Kampjesweg                                        | Rhenen     | 1886     | Onbekend                                              |                                                                            | 51° 59' 49" NB, 5° 33' 50" OL |            |
| 30        | Middelbuurtseweg-Parallelweg-Verlengde Spoorlaan* | Veenendaal | 1886     | Onbekend                                              |                                                                            | 52° 0' 30" NB, 5° 33' 26" OL  |            |
| 31        | Kerkewijk                                         | Veenendaal | 1886     | 1994                                                  | Bij Station Veenendaal Centrum                                             |                               |            |
| 32        | David Tenierslaan-'t Goeie Spoor*                 | Veenendaal | 1886     | Onbekend                                              |                                                                            | 52° 1' 30" NB, 5° 32' 32" OL  |            |
| 33        | Slaperdijk                                        | Veenendaal | 1886     | Onbekend                                              |                                                                            | 52° 1' 52" NB, 5° 31' 19" OL  |            |
| 34        | Eindseweg                                         | Overberg   | 1886     | Onbekend                                              |                                                                            | 52° 2' 15" NB, 5° 30' 8" OL   |            |
| 35        | Heuvelsdijk*                                      | Overberg   | 1886     | Nog aanwezig (Huidig adres: Haarweg 18)               | Bij Halte De Haar                                                          | 52° 2' 27" NB, 5° 29' 24" OL  |            |
| 36        | Zandschulperweg*                                  | Overberg   | 1886     | Onbekend                                              | Op de oorspronkelijke fundering is een nieuwe woning gebouwd.              | 52° 2' 42" NB, 5° 28' 57" OL  |            |
| 37        |                                                   | Leersum    | 1886     | Nog aanwezig (Huidig adres: Oudenhorsterpad 2)        | Stond niet aan een overgang, wel bij kruising de Haar.                     | 52° 3' 7" NB, 5° 28' 31" OL   |            |
| 38        | Oudenhorsterlaan                                  | Woudenberg | 1886     | Nog aanwezig (Huidig adres: Oudenhorsterlaan 15)      |                                                                            | 52° 3' 32" NB, 5° 28' 12" OL  |            |
| 39        | Brinkkanterweg                                    | Woudenberg | 1886     | Nog aanwezig (Huidig adres: Brikkanterweg 9)          |                                                                            | 52° 4' 25" NB, 5° 27' 24" OL  |            |
| 40        | Stationsweg Oost                                  | Woudenberg | 1884     | Nog aanwezig (Huidig adres: Stationsweg Oost 178)     | Bij Station Woudenberg-Scherpenzeel                                        | 52° 4' 49" NB, 5° 27' 2" OL   |            |
| 41        | Zegheweg*                                         | Woudenberg | 1886     | Nog aanwezig (Huidig adres: Zegheweg 35)              |                                                                            | 52° 5' 16" NB, 5° 26' 38" OL  |            |
| 42        |                                                   | Woudenberg | 1886     | Onbekend                                              | Stond niet aan een overgang, brugwachterswoning t.h.v. Luntersebeek.       | 52° 5' 53" NB, 5° 26' 3" OL   |            |
| 43        | Leusbroekerweg*                                   | Leusden    | 1886     | Nog aanwezig (Huidig adres: Leusbroekerweg 6)         |                                                                            | 52° 6' 20" NB, 5° 25' 40" OL  |            |
| 44        | Hamersveldseweg                                   | Leusden    | 1886     | Nog aanwezig (Huidig adres: Hamersveldseweg 144)      | Station Leusden                                                            | 52° 6' 47" NB, 5° 25' 15" OL  |            |
| 45        | Groene Zoom                                       | Leusden    | 1886     | Onbekend                                              |                                                                            | 52° 7' 25" NB, 5° 24' 40" OL  |            |
| 46        |                                                   | Leusden    | 1886     | Onbekend                                              | Stond niet aan een overgang, brugwachterswoning t.h.v. Heiligenbergenbeek. | 52° 7' 53" NB, 5° 24' 13" OL  |            |
| 47        | Smaragdweg                                        | Amersfoort | 1886     | Nog aanwezig (Huidig adres: Smaragdweg 324)           |                                                                            | 52° 8' 27" NB, 5° 23' 43" OL  |            |
| 48        | Everard Meijsterweg*                              | Amersfoort | 1886     | Nog aanwezig (Huidig adres: Gerard Doustraat 43)      | hier stond 43 op de gevel, dit is in 2020 aangepast naar 48                | 52° 8' 42" NB, 5° 23' 25" OL  |            |
| 49        | Leusderweg                                        | Amersfoort | 1886     | Nog aanwezig (Huidig adres: Leusderweg 26)            |                                                                            | 52° 8' 55" NB, 5° 23' 3" OL   |            |